# Arctodiaptomus jurisowitchi
Arctodiaptomus jurisowitchi is een eenoogkreeftjessoort uit de familie van de Diaptomidae. De wetenschappelijke naam van de soort is voor het eerst geldig gepubliceerd in 1968 door Löffler.